# Begonia liuyanii
Espèce
Begonia liuyanii est une espèce de plantes de la famille des Begoniaceae.